# Distretto di Xisaishan
Il distretto di Xisaishan (西塞山区S, Xīsàishān QūP) è un distretto della Cina, situato nella provincia di Hubei e amministrato dalla prefettura di Huangshi.